# Сперлонга
Сперлонга, Сперлонґа (італ. Sperlonga) — муніципалітет в Італії, у регіоні Лаціо, провінція Латина.
Сперлонга розташована на відстані близько 110 км на південний схід від Рима, 50 км на південний схід від Латини.
Населення — 3389 осіб (2014). Покровитель — San Leone.

## Демографія
Населення за роками:

Станом на 1 січня 2023 року в муніципалітеті офіційно проживало 128 іноземців з 21 країни, серед них 31 громадянин країн Євросоюзу та 17 громадян України.

## Археологічне значення
На території муніципалітету розташовується великий і складний ансамбль античних скульптур, виявлений в 1957 році на території колишньої вілли імператора Тиберія. Скульптури зображають сцени з життя гомерівського героя Одіссея. Як описували Тацит і Светоній, грот обвалився в 26 році н. е., що ледь не вбило Тиберія, а скульптури розбилися на шматки. В 1963 році біля гроту було створено музей, де демонструються реконструйовані скульптури та інші знахідки з вілли.

## Сусідні муніципалітети
- Фонді
- Ітрі
- Гаета